# Carol Montgomery
Pour les articles homonymes, voir Montgomery.
Carol Montgomery née le 24 août 1965 à  Sechelt sur la Sunshine Coast en Colombie-Britannique, est une triathlète professionnelle canadienne, championne panaméricaine de triathlon en 2001 et championne du monde de duathlon en 1993.

## Biographie
Carol Montgomery a gagné au cours de sa carrière quinze épreuves de coupe du monde (St. Croix et Texas Hill 1991, Los Cabos Whistler et Maui 1993, Gérardmer Bahia Ilheus et Southampton 1995, Bahia Ilheus Noosa et Rio de Janeiro 1996, Rio de Janeiro et Toronto 2000, Saint-Pétersbourg et Yamaguchi 2001). Elle est sélectionnée et participe aux Jeux olympiques d'été de 2000 où elle ne finit pas la course à la suite d'une chute dans la partie vélo. Elle est également sélectionnée pour prendre part au 10 000 mètres sur piste, mais ne peut prendre le départ à la suite des blessures subies pendant la chute du triathlon. Quatre ans plus tard, aux Jeux olympiques d'été de 2004 elle finit à la 35e place avec un temps de 2 h 15 min 26 s 62.
Elle est nommée en 2014, pour l'ITU Hall of Fame.

## Palmarès
Le tableau présente les résultats les plus significatifs (podium) obtenus sur le circuit international de triathlon depuis 1990.
| Année | Compétition                         | Pays        | Position      | Temps           |
| ----- | ----------------------------------- | ----------- | ------------- | --------------- |
| 2003  | Laguna Phuket Triathlon             | Thaïlande   |               | 2 h 53 min 14 s |
| 2002  | Laguna Phuket Triathlon             | Thaïlande   |               | 2 h 50 min 59 s |
| 2002  | Jeux du Commonwealth                | Royaume-Uni |               | 2 h 3 min 17 s  |
| 2001  | Championnats panaméricains          | États-Unis  | Médaille d'or | 2 h 0 min 54 s  |
| 2001  | Championnat du Canada               | Canada      | Médaille d'or | Timing          |
| 2000  | Coupe du monde - Classement Général |             |               |                 |
| 2000  | Championnat du monde                | Australie   |               | 1 h 54 min 49 s |
| 1999  | St. Croix Triathlon                 | États-Unis  |               | 2 h 53 min 46 s |
| 1996  | Coupe du monde - Classement Général |             |               |                 |
| 1996  | Championnat du monde                | États-Unis  |               | 1 h 52 min 6 s  |
| 1996  | Championnat du Canada               | Canada      | Médaille d'or | Timing          |
| 1995  | Coupe du monde - Classement Général |             |               |                 |
| 1995  | St. Croix Triathlon                 | États-Unis  |               | Timing          |
| 1995  | Championnat du Canada               | Canada      | Médaille d'or | Timing          |
| 1994  | Championnat du Canada               | Canada      | Médaille d'or | Timing          |
| 1993  | Coupe du monde - Classement Général |             |               |                 |
| 1993  | Championnats du monde de duathlon   | États-Unis  |               | Timing          |
| 1991  | St. Croix Triathlon                 | États-Unis  |               | Timing          |
| 1990  | Championnat du monde                | États-Unis  |               | 2 h 3 min 47 s  |